# René Lorain
René Zacharie Alfred Lorain (ur. 19 marca 1900 w Reims, zm. 25 października 1984 w Ouchamps) – francuski lekkoatleta (sprinter), wicemistrz olimpijski z 1920.
Na igrzyskach olimpijskich w 1920 w Antwerpii zdobył srebrny medal w sztafecie 4 × 100 metrów (biegła w składzie: Lorain, René Tirard, René Mourlon i Émile Ali-Khan) za zespołem Stanów Zjednoczonych. Na tych samych igrzyskach startował również w biegu na 100 metrów (odpadł w eliminacjach) i biegu na 200 metrów (odpadł w ćwierćfinale).
Był mistrzem Francji w biegu na 100 metrów w 1921, wicemistrzem w biegu na 200 metrów w 1920 i 1923 oraz brązowym medalistą na 100 metrów w 1923.
4 lipca 1920 w Colombes wyrównał rekord Francji w biegu na 100 metrów czasem 11,0, a 28 sierpnia 1921 w Sztokholmie poprawił rekord na tym dystansie wynikiem 10,9. Był również dwukrotnym rekordzistą Francji w sztafecie 4 × 100 metrów: 42,8 29 sierpnia 1920 w Colombes i 42,6 9 września 1923 w Colombes.